# Cueni, Vâlcea
Cueni este un sat în comuna Roești din județul Vâlcea, Oltenia, România.

## Repere istorice
Pentru satul Cueni o primă atestare documentară poate fi considerată menționarea lui în anul 1778, când au apărut „Memoriile istorice și geografice despre Valahia” și „Atlasul geografic și militar”, ale generalului german Friedrich Wilhelm von Bauer (1731-1783 ), fost topograf militar și participant la războiul ruso-turc din 1786-1774, în care apare denumirea de Kojeni.
Din descrierile făcute în lucrarea sa, „Memoriile unui învățător" din anul 1956, învățătorul Ioan Constantinescu (1882-1970), fiu al satului, creator și mentor al primei școli din localitate (1911-1921), reiese că în anul 1904 în urma reformei administrative în situația comunelor Roești, Cueni și Cermegești au apărut modificări. Satul Ciocâltei cu mahalalele Valea Porcului și Băiasa, Roiești cu mahalalele Băjenari, Simionești, Piscul Scoarței, Mătulești și Manosul, satul Cueni-Cerna din comuna Cueni și satele Bărbărigeni, Chiricești, Brătulești, Suești și Olteanca din comuna Cermegești au format comuna Roești-Cermegești, cu reședința în Cueni-Cerna. La această comună s-a mai alipit și satul Saioci, luat de la comuna Dăești (actuală Popești). Hotarul de răsărit al acestei comune s-a fixat pe muchia dealului Cotoșmanu, pe muchia dealului Cărămizilor (dealul Războaielor), dealului Negrăii, Lupoii și Ursoii spre est de Olteanca-Cermegești, până în hotarul nordic al comunei Glăvile. Cel de apus era format din hotarele vestice ale comunelor Roești, Cueni și Cermegești de la acea vreme. Hotarul de nord s-a fixat printr-o linie dreaptă pornită din dealul Cernii, trecând pe la miazănoapte de Saioci și oprindu-se în muchia dealului Cotoșmanului, iar cel de miazăzi a rămas cel pe care l-a avut comuna Cermegești, către Stănești și către satul Glăvile-Olteanca. În afara de aceasta, satele Negraia Mare și Pesceana-Roești de la comuna Roești, Negrăița, Negraia-Mare și Pesceana care se aflau la comuna Cueni, împreună cu satele Lupoaia, Ursoaia și Pesceana-Cermegești au format o nouă comună Pesceana, cu reședința la Pesceana-Cueni. 